# Kenmore Hills
Kenmore Hills är en del av en befolkad plats i Australien. Den ligger i kommunen Brisbane och delstaten Queensland, omkring 10 kilometer sydväst om delstatshuvudstaden Brisbane.
Runt Kenmore Hills är det mycket tätbefolkat, med 1 056 invånare per kvadratkilometer.. Närmaste större samhälle är Brisbane, omkring 10 kilometer nordost om Kenmore Hills. 
Runt Kenmore Hills är det i huvudsak tätbebyggt. Genomsnittlig årsnederbörd är 1 252 millimeter. Den regnigaste månaden är januari, med i genomsnitt 248 mm nederbörd, och den torraste är oktober, med 34 mm nederbörd.